# Pyriglena leuconota
Pyriglena leuconota là một loài chim trong họ Thamnophilidae. Nó được tìm thấy ở Brazil. Môi trường sống tự nhiên của chúng là rừng khô nhiệt đới hoặc cận nhiệt đới, rừng ẩm nhiệt đới hoặc cận nhiệt đới đất thấp và rừng trên núi ẩm nhiệt đới hoặc cận nhiệt đới.